# Меріенн Бадді
Меріенн Едгар Бадді (англ. Mariann Edgar Budde; нар. 10 грудня 1959, Нью-Джерсі, США) — американський прелат єпископальної церкви. З листопада 2011 року — єпископ Вашингтона. До обрання першою жінкою-єпархіальним єпископом у Вашингтоні 18 років служила настоятелем єпископальної церкви Св. Іоанна в Міннеаполісі, штат Міннесота.

## Молодість й освіта
Народилася 1959/1960 (вік 65–66) в Нью-Джерсі. Мама народилася у Швеції та в молодості емігрувала до США. Бадді виросла у Нью-Джерсі та Колорадо.
Здобула ступінь бакалавра мистецтв з історії з відзнакою в Університеті Рочестера. Здобула ступінь магістра богослов'я (1989) і доктора служіння (2008) у Теологічній семінарії Вірджинії.

## Кар'єра
Прийнята послушницею Єпископальної церкви у 24 роки. 28 травня 1988 року висвячена на диякона, 4 березня 1989 року — на священника. Першою посадою після семінарії була помічниця священника в єпископальній церкві Трійці в Толедо, штат Огайо. 1993 року стала ректором єпископальної церкви св. Іоанна в Міннеаполісі, штат Міннесота і прослужила на цій посаді 18 років. Часто покликалється на чудо хлібин та риби як на основу свого служіння.
Обрана дев'ятим єпископом Вашингтона 18 червня 2011 на спеціальному з'їзді у Національному соборі Вашингтона замість Джона Брайсона Чейна, який залишив посаду. Висвячена в соборі 12 листопада того ж року, ставши першою жінкою-єпархіальним єпископом Вашингтона. Її посвячувачем була Кетрін Джеффертс Шорі, а співсвятителями — Браян Пріор, Марк М. Беквіт, Джон Брайсон Чейн і Мері Гласспул. Як єпископ, вона очолює єпархію Вашингтона, яка складається з 86 єпископських конгрегацій і 10 єпископальних шкіл в окрузі Колумбія та в чотирьох округах Меріленду: Монтгомері, принца Георга, Чарлза та Св. Марії. Вона також є головним виконавчим директором Протестантського єпископального собору. Провадила першу проповідь у Національному соборі, на якій були присутні 2000 осіб, після землетрусу, який кілька місяців тому пошкодив собор.
У червні 2020 року під час протестів через вбивство Джорджа Флойда у Вашингтоні розкритикувала використання поліції та військ Національної гвардії для силового вигнання протестувальників із площі Лафаєт перед тим, як президент Дональд Трамп позував для фото перед церквою Св. Іоанна, дозволяючи використовувати «як тло для повідомлення, протилежного вченню Ісуса».
Як єпископ, опікувалася видаленням вітражів Національного собору Вашингтона на честь генералів Конфедерації Роберта Едварда Лі та Томаса Джексона. Замість старих вікон (подарованих 1953 року Об'єднаними дочками Конфедерації) встановили нові, на яких зображена боротьба за громадянські права афроамериканців (під назвою «Зараз і назавжди» авторства Керрі Джеймсом Маршаллом).
У вересні 2024 року стала однією з приблизно 200 християнських лідерів і вчених, які підписали відкритий лист, у якому назвали збереження плюралістичної демократії та протидію авторитарному правлінню обов'язковими вимогами християнської віри. Заява описує розподіл демократії та конституційний захист як незамінні засоби для стримування «людських схильностей до домінування, приниження та експлуатації» і таким чином виконання християнських принципів (як-от заклик бути миротворцями, віра в те, що люди створені за образом і подобою Бога і заповідь любити свого ворога). На її думку, боротьба з майновою нерівністю, збереження релігійного плюралізму та бути миротворцями є частиною християнської відповідальності.

### Служба інавгурації президента
21 січня 2025 року, наступного дня після другої інавгурації Трампа як президента, виголосила проповідь на міжконфесійній молитві, яка традиційно проводиться у Національному соборі Вашингтона після інавгурації президента. На заході були присутні новий віцепрезидент Джей Ді Венс, спікер палати Майк Джонсон і Піт Гегсет, кандидат Трампа на посаду міністра оборони. У проповіді Бадді звернулася до Трампа, який сидів на першій лаві, закликаючи його проявити милосердя та співчуття до незахищених верств населення: «Мільйони довірилися вам. І, як ви сказали нації вчора, ви відчули провіденційну руку нашого люблячого Бога. В ім'я нашого Бога я прошу вас проявити милосердя до людей в нашій країні, які зараз нажахані». Вона конкретно назвала ЛГБТК+ спільноти, іммігрантів і біженців, які тікають від війни у своїх країнах.
Після богослужіння Трамп зневажливо назвав Бадді «так званим єпископом» і «ненависником Трампа з лівих радикалів» у своєму профілі в соціальній мережі Truth Social. Трамп назвав службу «дуже нудною» і зажадав від неї вибачень. Союзники Трампа також атакували Бадді. Євангельський пастор Роберт Джеффресс засудив єпископа за те, що вона «радше образила, ніж підбадьорила нашого величного президента», а конгресмен-республіканець Майк Коллінз сказав, що Бадді (який є громадянкою США) «слід додати до списку для депортації». Зауваження Бадді привітали захисниця громадянських прав Берніс Кінг, біограф Франциска Остін Айвері й інші громадські діячі.
Бадді відмовилася відповідати на реакцію Трампа на її повідомлення; в інтерв'ю вона сказала, що її послання Трампу полягало в тому, що «країна була довірена тобі. І одна з якостей лідера — милосердя». Вона сказала, що єдність вимагає милосердя, смирення та підтримки людської гідності. Вона застерігала від американської «культури презирства», а також від шкоди поляризаційних наративів.

## Визнання
2012 році здобула почесний ступінь доктора богослов'я Теологічної семінарії Вірджинії.

## Особисте життя
Одружена. З чоловіком має двох синів.

## Публікації
- Gathering Up The Fragments: Preaching as Spiritual Practice. CSS Pub. Co., Inc. 2009. ISBN 978-0-7880-2605-8.[5][36]
- Receiving Jesus: The Way of Love. Church Publishing. 2019. ISBN 978-1-64065-240-8.[5] with a foreword written by presiding bishop Michael Curry[37]
- How We Learn to Be Brave: Decisive Moments in Life and Faith. Penguin. 2023. ISBN 978-0-593-53921-7.[5]